# Zamek w Rogowie Sobóckim
Zamek w Rogowie Sobóckim – zabytkowy zamek wybudowany w XVI w., w miejscowości Rogów Sobócki.

## Historia
Obronny zamek, przebudowywany w latach 1760–1780, 1860 jest częścią zespołu zamkowego, w skład którego wchodzi jeszcze park z XIX w. Po obiekcie pozostały obecnie tylko piwnice.